# ميخائيل ليمان
ميخائيل ليمان (بالألمانية: Michael Lehmann)‏ (16 أكتوبر 1984 في ألمانيا - ) هو لاعب كرة قدم ألماني في مركز الوسط. لعب مع نادي كايزرسلاوترن ونادي ويل وSC Idar-Oberstein ‏ ونادي إلفرسبيرغ.

## وصلات خارجية
- ميخائيل ليمان على موقع قاعدة بيانات كرة القدم.إي يو (الإنجليزية)
- ميخائيل ليمان على موقع بيانات كرة القدم. دي إي (الألمانية)
- ميخائيل ليمان على موقع Soccerway.com (الإنجليزية)
- ميخائيل ليمان على موقع عالم كرة القدم.نت (الإنجليزية)